# Eva Alterman Blay
Eva Alterman Blay (São Paulo, 4 de junio de 1937) es una socióloga, y profesora universitaria brasileña. Es una pionera del derecho de las mujeres en el Brasil, y es fundadora del Centro de Estudios de Género, y de los Derechos de la Mujer, de la Universidad de São Paulo. Se ha especializado en relaciones de género, violencia, identidades étnicas; e inmigración judaica.
En 1986, fue elegida primera suplente del senador federal Fernando Henrique Cardoso, sustituyéndolo cuando el titular fue sucesivamente Ministro de Relaciones Exteriores (1992-1993) y luego Ministro de Hacienda Archivado el 20 de enero de 2010 en Wayback Machine. (1993-1994) en el gobierno de Itamar Franco. Victorioso en el litigio electoral de 1994, el titular renunció definitivamente a su mandato para asumir la Presidencia de la República, y con eso Eva Blay fue hecha efectiva senadora por el Estado de São Paulo, completando el mandato que terminaría en enero de 1995.
Desde la década de 1960, formó parte activa de grupos políticos de izquierda movilizándose contra el régimen de opresión brasileño de 1964. Fue partícipe de los ideales revolucionarios académicos. Tomó contacto profesionalizado con el feminismo cuando, después de terminar la licenciatura en sociología, estaba buscando un tema para graduarse. Así se decidió estudiar a la mujer trabajadora.

## Algunas publicaciones

### Libros
- eva alterman Blay. 2008. Assassinato de mulheres e direitos humanos. Colaboró Universidad de São Paulo. Programa de Pós-Graduação em Sociologia. Ed. Editora 34, 242 pp. ISBN 85-7326-394-6, ISBN 978-85-7326-394-7 en línea

- -----------------------, alice Beatriz da Silva Gordo Lang. 2004. Mulheres na USP: horizontes que se abrem. Ed. Editora Humanitas, 147 pp. ISBN 85-98292-31-1, ISBN 978-85-98292-31-1 en línea

- -----------------------. 2002. Igualdade de oportunidades para as mulheres: um caminho em construção. Editor Humanitas, 271 pp. ISBN 85-7506-056-2, ISBN 978-85-7506-056-8

- -----------------------, Mónica de Melo. 2001. Oficina dos Direitos da Mulher. Editor NEMGE, 65 pp.

- -----------------------, ------------------. 2001. A mulher em busca de seus direitos: vencendo a discriminação e a violência. Editor NEMGE/USP, 65 pp.

- -----------------------. 1993. Direitos reprodutivos. Editor Senado Federal, 39 pp.

- -----------------------. 1993. Repensar o Brasil: a perspectiva da mulher. Editor Poder Legislativo, Senado Federal, Centro Gráfico, 26 pp.

- -----------------------, adriana Nogueira de Novaes. 1992. Teses de mestrado, doutorado e livre-docência sobre a mulher, defendidas na USP entre 1989 (suplemento) e 1991. Editor Universidad de São Paulo, Núcleo de Estudios de la Mujer y Relaciones Sociales de Género, 180 pp.

- -----------------------, helena mitsuko Uehara, mário eduardo Viaro. 1990. Perfil da mulher brasileira. Colaboró Universidad de São Paulo. Editor Núcleo dos Estudos da Mulher e Relações Sociais de Gênero, 318 pp.

- -----------------------, franco Martinelli, José Luiz del Roio, Teresa Isenburg. 1987. Immigrazione europea e borghi operai a San Paolo. Vol. 118 de Società: Angeli. Editor F. Angeli, 218 pp.

- -----------------------. 1985. Eu não tenho onde morar: vilas operárias na cidade de São Paulo. Edición ilustrada de Studio Nobel, 332 pp. ISBN 85-213-0298-3, ISBN 978-85-213-0298-8 en línea

- -----------------------. 1981. Mulher, escola e profissaõ: um estudo do Ginaśio Industrial Feminino na cidade de Saõ Paulo. Vol. 1 de Coleção Textos (São Paulo). Editor Centro de Estudos Rurais e Urbanos de la Facultad de Filosofía, Letras y Ciencias Humanas de la Universidad de São Paulo, 168 pp.

- -----------------------. 1980. As Prefeitas: a participaçâo politica da mulher no Brasil. Avenir mulher. Ed. Avenir Editora, 63 pp.

- -----------------------. 1978. Trabalho domesticado: a mulher na indústria paulista. Volumen 35 de Ensaios (São Paulo). Editor Ática, 294 pp.

- -----------------------. 1978. A Luta pelo espaço: textos de sociologia urbana. 2ª edición de Vozes, 179 pp.

- -----------------------. 1975. Urbanizacao Em Regiao Subdesenvovida: O Caso De Eldorado Paulista. Vol. 1 de Pesquisas E Ensaios. Editor Docencia, 146 pp.

### Ensayos
- Um outro olhar sobre Paris ou algumas raízes do anti-semitismo no Brasil (Otra mirada a París o algunas raíces del antisemitismo en Brasil) 10 pp. en línea PDF

## Honores
- 2011: Premio Doctora Maria Immaculata Xavier da Silveira” ofrecido por la Comisión de la Mujer Abogada de la Asociación de Abogados de Brasil[5]